# Исаков, Юрий Андреевич (орнитолог)
Юрий Андреевич Исаков (12 [25] января 1912, Москва — 25 октября 1988, Москва) — советский учёный орнитолог и биогеограф, заведующий лабораторией биогеографии Института географии АН СССР.

## Биография
Родился в семье московского школьного учителя математики дворянского происхождения. С 1927 года:304 член КЮБЗ («Кружка юных биологов [Московского] зоопарка»), под руководством П. А. Мантейфеля. Кюбзовская кличка «Икс»:20.
Окончил школу в 1928 году. Первая попытка поступления в университет потерпела неудачу по причине «непролетиарского» происхождения. Работал экскурсоводом, позднее лаборантом Московском зоопарке. В 1929 году секретарь КЮБЗа:20.
В 1933 году опубликовал в Бюллетене зоопарков и зоосадов СССР первую научную работу по размножению белки. Участвовал в экспедициях — в Бадхыз, на Каракуль, в Муганскую степь, Ленкорань и Туруханский край.
В 1934 году поступил на биологический факультет МГУ. В мае 1934 арестован ОГПУ по так называемому «делу КЮБЗА», по постановлению коллегии ОГПУ по статьям 58-10 и 58-11 приговорён к 3 годам лагерей, по другим сведениям «за недонесение». Отбывал срок, работая сначала звероводом, позднее инструктором охоты в Повенецком пушном совхозе в Карелии, принадлежавшем Белбалтлагу, руководил там бригадой охотников по добыче белки.
Летом 1937 года по окончании срока в составе экспедиции Института «Микроб» выехал в степи Среднего и Нижнего Дона. Из-за опасности повторного ареста приходилось часто менять места работы в отдалённых частях страны. С осени 1937 старший научный сотрудник заповедника Гасан-Кули. В Гасан-Кули работал около двух лет. Там он впервые познакомился с каспийскими зимовками водоплавающих птиц. По этой теме опубликовал две статьи в Трудах заповедника.
Осенью 1939 года участвовал в экспедиции в Молого-Шекснинское междуречье (ложе будущего Рыбинского водохранилища), а затем в Барабинской степи. С осени 1941 года по направлению военкомата работает эпидемиологом туляремийной станции в Томске. Там ему удалось поступить в Томский университет, затем удалось продолжить учиться заочно в эвакуированном в Ашхабад Московском Университете.
В 1942 году перевели на работу туляремийную станцию в Ханты-Мансийске, где он заболел туберкулёзом и был близок к смерти, но выздоровел. В 1944 году экстерном сдал экзамены и получил справку об окончании Московского университета. Из 17 арестованных по делу КЮБЗа Исаков — единственный, кто сумел получить высшее образование и затем состоятся профессионально, как биолог.
C 1945 года работал заведующим научной частью Астраханского заповедника. В 1946 году по материалам, собранным в Гасан-Кулийском заповеднике, защитил кандидатскую диссертацию, посвященную зимовкам птиц на Южном Каспии. С 1947 года работает заведующим научной частью Дарвинского заповедника. Интерес к Дарвинскому заповеднику был связан и с тем, что в этом районе (в Молого-Шекснинское междуречье) Исаков работал ещё до затопления Рыбинского водохранилища.
Во время работы в Дарвинском заповеднике опубликовал две ключевые статьи об элементарных популяциях птиц. Выдвинул гипотезу о структуре ареала и географических популяциях уток, и на её основе о размещении и динамике запасов водоплавающих птиц.
В конце 1958 года приступил к работе в Институте географии АН СССР, старшим научным сотрудником отдела биогеографии под руководством А. Н. Формозова.
С 1962 года, после ухода А. Н. Формозова с этого поста, заведующий отделом биогеографии Института географии АН СССР. В мае 1963 года в Зоологическом институте АН СССР защитил (по совокупности) докторскую диссертацию «Ареал и популяция у птиц и млекопитающих». Тогда же в 1963 году реабилитирован по «кюбзовскому делу». В 1967 г. ему присуждается звание профессора.
В 1970 году участвовал в XV Международном орнитологическим конгрессе в Голландии.
С 1975 был заместителем председателя Координационного совета по ориентации и миграциям птиц.
Исаков активно участвовал в подготовке и принятии Рамсарской конвенции. На основе его исследований была разработана система территорий, играющих важную роль в гнездовании, в миграционных остановках и зимовках водоплавающих птиц, получивших специальное название «Рамсарские водоёмы».
Многие из этиих водоемов, например Каспийское море, он хорошо знал, так как там сам работал. Первоначальный список из 13 «Рамсарских водоёмов» были включены в межправительственную конвенцию, подписанную СССР. Результаты этой работы Исакова с соавторами были опубликованы в сборнике «International regional Meeting on conservation of Wildfowl resourses» (Proceedings, 1970). Публикация сборника была приурочена к проведению одноимённого совещания, состоявшегося в 1968 г. в Ленинграде. Исаков был одним из организаторов этого совещания.
Постоянный эксперт и представитель от СССР в Международном бюро по изучению водоплавающих (МБИВ). Организатор ежегодного совещания Исполкома МБИВ в Алуште в 1976 года. Совместно с Э. В. Кумари, А. И. Ивановым и другими представлял СССР в Международном орнитологическом комитете.
В последние годы занимался инвентаризацией орнитофауны СССР и написанием новой многотомной монографии «Птицы СССР». Участвовал в разработке концепции этого многотомного издания. Написал первого тома (1982) подготовил раздел «Состояние изученности авифауны СССР». Вместе с В. Е. Флинтом написал для второго тома «Птиц СССР» очерк семейства Дрофиные.
Скончался 25 октября 1988 года после тяжелой и продолжительной болезни.

## Семья
Жена (с 1940) — Ольга Николаевна Сазонова (1918—2001), энтомолог, доктор биологических наук.
- Сын — Алексей Юрьевич Исаков (1952—2001[5]), художник-анималист, автор многих открыток, почтовых конвертов, марок[6].